# Гюи, Шарль
Шарль Гюи (фр. Charles-Eugène Guye; 15 октября 1866, н. п. Санкт-Кристоф близ г. Шампван, Швейцария — 15 июля 1942, Женева, Швейцария) — швейцарский физик-экспериментатор. Младший брат Ф.-О. Гюи.
Изучал физику в Женевском университете, где получил докторскую степень в 1889 г. за исследования по поляриметрии. В 1890—1892 гг. — приват-доцент в Женеве, в 1893—1900 гг. — приват-доцент в Цюрихском Политехникуме, в 1900—1930 гг. — профессор и директор Физического института при Женевском университете.
Научные исследования посвящены электромагнетизму (развил методику измерения отклонения частиц в электромагнитных полях), молекулярной физике (определение размеров молекул), точному приборостроению (создал ряд прецизионных измерительных устройств), релятивистской динамике (экспериментально доказал зависимость релятивистской массы электрона от скорости).
Член Парижской Академии Наук (с 1929), участник нескольких Сольвеевских конгрессов, автор более чем 200 статей и ряда научно-популярных книг.